# Bajski kanal
Bajski kanal je kanal koji se nalazi u mađarskom i vojvođanskom dijelu Bačke. Poznato je vikendaško odmaralište i kupalište. Izrazito je čiste vode. 

## Povijest
Nastao je od jednog dunavskog rukavca.

## Zemljopisne osobine
Sjeverni kraj kanala je u mađarskom gradu Baji, a prema jugu prolazi 2 km od Berega, Koluta i Bezdana. Na jugu se ulijeva u Veliki bački kanal. 
Pristup kod Berega je moguć poljskom cestom ili bentom.
Na južnome dijelu Bajskoga kanala nalazi se dio hrvatskoga državnog područja, na kojemu je smješteno naselje Kenđija, a naziva se Oraškovica. Uz sam kanal je Gombarov salaš. Preko kanala i potoka Šuster najbliža su naselja Kolut i Bereg. Kenđiju (i Oraškovicu) okružuje sa zapadne strane veća nizina koja nosi naziv Karapandža, unutar koje je jezero Labudnjovača i potok Lašufok. Bajski se kanal ulijeva u Veliki kanal, koji pak utječe u Dunav i tako čini prirodnu granicu prema Vojvodini.

## Flora i fauna
Na obali raste ponajviše trska, a uz obalu rastu lokvanji. Uokolo kanala je šuma Karapandža u kojoj prevladava hrast lužnjak. Šuma se prostire sve do Dunava. Na jednoj se strani obale nalazi šuma Adica.

## Namjena
Omiljeno je mjesno kupalište, osobito kod Berega (Kod Drezge, Nova plaža, Topolice). Mještani ga koriste i za ribolov, odmarajući plov kanalom te za kampiranje. Voda iz obližnjih bunara je čista.